# Guynesomia
Guynesomia là một chi thực vật có hoa trong họ Cúc (Asteraceae).

## Loài
Chi Guynesomia gồm các loài: